# Максимальне прискорення (фільм)
«Максимальне прискорення» (англ. Maximum Velocity) — американський фантастичний бойовик.

## Сюжет
Приблизно раз на 300 років на землю обрушується шторм небувалої сили. Темне небо розсікають сліпучі блискавки, ураганний вітер рівняє з землею все, що зустрічається у нього на шляху, а непрохідна стіна дощу змиває те, що залишиться після нього. Через погіршення екологічної обстановки такі стихійні лиха трапляються все частіше. І ось черговий шторм надруйнівної сили, народившись десь на просторах Атлантичного океану, рухається в сторону Американського континенту. Якщо терміново не вжити екстрених заходів, то вже завтра загинуть сотні тисяч людей і на місці великих міст не залишиться і каменя на камені. Доктор Тімоті Брігз — єдиний, хто знає відповідь — потрібно запустити ракети із спеціальною речовиною в саме «серце» шторму. Щоб здійснити цей зухвалий план, в епіцентр бурхливої стихії відправляється група фахівців на надшвидкісних військових літаках.

## У ролях
- Майкл Айронсайд — генерал Амберсон
- Дейл Мідкіфф — доктор Тімоті Бріггс
- Венді Картер — доктор Наталі Джамас
- Грегор Терс — Енді
- Дженніфер Джостін — Карен Бріггс
- П.К. Юінг — командир Рікс
- Алан Остін — Хітчінс
- Джефф Ренк — Ешолсон
- Ральф Гофф — Росс
- Дженніфер Воркел — Сара
- Кейт Годжин — Тріш